# (1640) Nemo
(1640) Nemo ist ein marskreuzender Asteroid, der am 31. August 1951 vom belgischen Astronomen Sylvain Julien Victor Arend an der Königlichen Sternwarte von Belgien (IAU-Code 012) in Uccle entdeckt wurde. Sichtungen des Asteroiden hatte es vorher schon im Oktober 1906 unter der vorläufigen Bezeichnung A906 UA am Heidelberger Observatorium auf dem Königstuhl gegeben.
Die Rotationsperiode von (1640) Nemo wurde bei Beobachtungen 1997 von Wiesław Z. Wiśniewski et al. mit 5,0 Stunden bestimmt.
Der Asteroid wurde am 8. April 1982 auf Vorschlag von Jean Meeus nach der fiktiven Romanfigur Kapitän Nemo von Jules Verne benannt. Ebenfalls nach Kapitän Nemo benannt wurde 2018 ein Einschlagkrater auf dem Pluto-Mond Charon: Charonkrater Nemo.